# Roussieux
Roussieux település Franciaországban, Drôme megyében. Lakosainak száma 24 fő (2022. január 1.). Roussieux Saint-André-de-Rosans, Chauvac-Laux-Montaux, Montauban-sur-l’Ouvèze, Montferrand-la-Fare, Montguers és Saint-Auban-sur-l’Ouvèze községekkel határos.

## Népesség
A település népessége az elmúlt években az alábbi módon változott:
| Lakosok száma | 22   | 12   | 14   | 24   | 23   | 23   | 23   | 24   | 24   | 24   |
|               | 1968 | 1982 | 1990 | 2006 | 2013 | 2015 | 2017 | 2019 | 2020 | 2022 |